# Floater
Als Floater (oder variabel verzinsliche Anleihe; englisch floating rate note, abgekürzt FRN) bezeichnet man eine Anleihe mit variablem Zins, die meist an einen Referenzzinssatz wie den Libor oder Euribor gekoppelt wird. Zur Bepreisung der Bonität ihres Emittenten wird ein Aufschlag auf den Referenzzinssatz vereinbart. Anders gestaltete variabel verzinsliche Wertpapiere werden hingegen nicht als Floater, sondern als strukturierte Finanzprodukte angesehen.

## Allgemeines
Der Anglizismus Floater ist die Kurzbezeichnung für die Floating Rate Note. Wegen ihrer variablen Verzinsung gehört sie nicht zu den Standardanleihen.

## Zinsfixierung
Die Verzinsung erfolgt in der Regel zum Referenzzinssatz zuzüglich einem vertraglich fixierten Aufschlag (englisch spread oder englisch quoted margin), der die Bonität des Emittenten widerspiegelt. Häufige Referenzzinssätze sind der 3- oder 6-Monats-EURIBOR. In der Regel wird der Zinssatz für den nächsten Kupon bei der Zahlung des vorangehenden Kupons festgelegt.
In jedem Fixing-Termin wird der Referenzzinssatz neu festgelegt, nicht jedoch der Bonitätsspread. Nur wenn der Bonitätsspread im Fixingtermin dem Bonitätsrisiko entspricht, notiert die Anleihe zum Nennwert.

## Arten
Es gibt insbesondere folgende Arten:
- Normale Floater: Hier steigt die Verzinsung, wenn das Zinsniveau steigt, d. h. der Anleger profitiert von steigenden Zinsen.
  - Geldmarktfloater: Die Verzinsung ist an einen Geldmarktzinssatz gebunden,
  - Kapitalmarktfloater: Die Verzinsung ist an einen Kapitalmarktzinssatz gebunden.
- Gemischte Floater sind Schuldverschreibungen mit anfänglich fester, nach einer bestimmten Zeit dann variabler Verzinsung oder umgekehrt.
- Cap-Floater beinhalten einen Maximalzinssatz. Es sind variabel verzinsliche Anleihen mit einer Höchstsatz für die Verzinsung. Die Verzinsung bleibt auf diesen festgelegten Höchstsatz beschränkt, falls die Summe aus Referenzzinssatz und Spread diese Größe überschreitet.
- Floor-Floater beinhalten einen Minimalzinssatz. Es sind variabel verzinsliche Anleihen mit einem Mindestsatz für die Verzinsung. Sollte der Referenzzinssatz zuzüglich eines Spreads diesen Mindestsatz unterschreiten, so hat der Anleger Anspruch auf Zinszahlungen in Höhe des Mindestsatzes.
- Minimax-Floater (auch Collar) sind eine Kombination aus Cap- und Floor-Floater. Es sind variabel verzinsliche Anleihen mit einem Mindest- und Höchstsatz für die Verzinsung. Sollte der Referenzzinssatz zuzüglich eines Spreads diesen Mindest- oder Höchstsatz unter- bzw. überschreiten, so hat der Anleger Anspruch auf Zinszahlungen in Höhe des Mindestsatzes bzw. bleibt die Verzinsung auf diesem Höchstsatz beschränkt.
- Reverse-Floater sind Schuldverschreibungen mit fester Laufzeit, bei denen sich der variable Zinssatz aus der Differenz zwischen einem willkürlich festgelegten (hohen) Zinssatz und einem Referenzzinssatz (z. B. LIBOR) ergibt. Dieser enthält einen Cap, so dass der Käufer nicht an den Emittenten zahlen muss, wenn der Referenzzinssatz zu weit steigt. Beispielsweise kann als Verzinsung 10 % abzgl. 3-Monats-EURIBOR festgelegt werden mit einem Cap von 10 %. Dadurch profitiert der Anleger von fallenden Zinsen.
- Flip-Flop-Floater bieten dem Emittenten das Recht, eine langfristige Schuldverschreibung in eine kurzfristige umzuwandeln.
- Mismatch Floater sind Floater, bei denen Zinsanpassungstermin und Änderung des Referenzzinssatzes zeitlich auseinanderfallen.

## Bewertung
Da ein Floater zu einem Zeitpunkt unmittelbar nach einer Kuponzahlung zu einem Marktzinssatz (gegebenenfalls mit einem Bonitätsabschlag) notiert und somit einen „fairen“ Zinssatz ausweist, muss er zu diesem Zeitpunkt a pari, das heißt zu seinem Nominalwert, notieren. Dementsprechend besteht das Kursrisiko, dass sich der Wert des Floaters aufgrund einer Zinsänderung ändert, nur für den Zeitraum zwischen zwei Zinsterminen.
Daher wird als betriebswirtschaftliche Kennzahl für Floater die Rendite bis zum nächsten Fälligkeitstag berechnet. Sie ergibt sich aus dem Nominalwert plus dem nächsten Kupon geteilt durch den dirty price heute minus eins geteilt durch die Dauer bis zum nächsten Kupontermin.
Die Duration eines Floaters ist der Zeitraum bis zum nächsten Kupon, auch wenn die Laufzeit der Anleihe um ein Vielfaches länger ist.

### Risiken
Für den Emittenten besteht das Zinsänderungsrisiko, dass die Zinsen steigen und die Zinszahlungen höher als geplant ausfallen. Allerdings kann sich der Emittent durch einen Zinsswap (in der Rolle des fixed payers) gegen dieses Risiko absichern.
Das Bonitätsrisiko spiegelt sich für den Gläubiger in dem Zuschlag wider.

### Return to Rollover
Da die Effektivverzinsung aufgrund der Schätzungen der Entwicklung des variablen Zinssatzes ungenau ist, wird als Kennzahl die Rendite bis zum nächsten Fälligkeitstag herangezogen. Dabei wird das Bonitätsrisiko vorerst vernachlässigt. Diesen Zusammenhang nennt man Return to Rollover:
{\displaystyle (K_{0}+c_{0})(1+y^{*}\cdot \tau ^{+})=100+c^{+}}.
Aufgelöst nach der Rendite bis zum nächsten Fälligkeitstag {\displaystyle y^{*}} ergibt dies:
{\displaystyle y^{*}=\left({\frac {100+c^{+}}{K_{0}+c_{0}}}-1\right)\cdot {\frac {1}{\tau ^{+}}}}.

### Zuschlag

#### Quoted margin
Ein Floater wird dadurch charakterisiert, dass er einen Bonitätsspread („quoted margin“) über einen Referenzzinssatz garantiert. Der „quoted margin“ ist der Risikozuschlag auf den zu Grunde liegenden Referenzindex (meist 3- bzw. 6 Monate Geldmarktsätze).

#### Simple effective margin
Der „simple effective margin“ stellt die im Kurs implizit enthaltene tatsächliche Kurskorrektur dar. Er tritt auf, wenn am Kupontermin der Kurs nicht {\displaystyle =100} ist.
Die Differenz aus dem Rückzahlungskurs und dem heutigen Kurs wird über die Laufzeit verteilt:
{\displaystyle sem=\left(qm+{\frac {RZK-K_{0}}{T}}\right)\cdot {\frac {100}{K_{0}}}}.
Hierin sind:

{\displaystyle qm}: quoted margin,

{\displaystyle sem}: simple effective margin,

zweiter Faktor ist eine Korrektur des Basiseffektes der quoted margin: {\displaystyle qm(100)=/=qm/K_{0}}.
In jedem Fixingtermin wird der Referenzzinssatz neu festgelegt, nicht aber der Bonitätsspread. Nur wenn der Bonitätsspread im Fixingtermin dem Bonitätsrisiko entspricht, notiert die Anleihe zum Nennwert. Falls der Spread niedriger ist als der, der für eine FRN mit gleicher Bonität des Emittenten festgelegt wurde, so notiert die FRN unter dem Nennwert. Falls der Spread höher ist, gilt das Gegenteil. Die positiven und negativen Abweichungen vom Nennwert werden Credit Spread genannt.

#### Compound effective margin
Pari-Notierung im Fixingtermin
Mittels eines No-Arbitrage Arguments lässt sich zeigen, dass ein Floater im Fixingtermin immer zu pari notiert. Eine Floating Rate Note lässt sich synthetisch erzeugen durch eine rollierende (revolvierende) Geldanlage in einer Fixed Rate Note. Diese müssen dann denselben Preis haben. Dies gilt nur für den Fall, dass der Bonitätsspread dem Bonitätsrisiko entspricht ({\displaystyle sem=qm}).

## Laufzeit eines Floaters
Die Macaulay-Duration ist vor Zinsanpassungstermin 0 und nach Zinsanpassungstermin 1.
Nach der Definition von {\displaystyle D_{M}} ({\displaystyle D_{M}=D_{m}(1+y)}) muss auch die modifizierte Duration vor Anpassungstermin 0 sein, nach Anpassungstermin ist sie gleich {\displaystyle 1/(1+y)/100}.
Die Euro-Duration ist auch gleich Null vor Zinsanpassungstermin (folgt aus Definition) und nach Zinsanpassungstermin {\displaystyle {\frac {100+E_{t}+qm}{1+{\frac {E_{t}}{100}}}}}.

### Konvexität
Die Konvexität ist vor Zinsanpassungstermin 0 und nach Zinsanpassungstermin 2 analog zu einjährigen Zerobonds.
{\displaystyle {KON}_{Euro}(y)=PV''(y)~}.
{\displaystyle {KON}_{m}={\frac {PV''(y)}{PV(y)}}={\frac {{KON}_{Euro}(y)}{PV(y)}}}.
{\displaystyle {KON}_{M}={KON}_{m}(y)(1+y)^{2}~}.

## Wirtschaftliche Aspekte
Mit einem Floater hat man die Möglichkeit, ein Bonitätsrisiko zu transferieren, ohne ein Zinsänderungsrisiko weitergeben zu müssen. Das wird zum Beispiel beim forderungsbesicherten Wertpapier (englisch asset-backed security) ausgenutzt, bei dem zwar das Risiko der zugrunde liegenden Forderungen verkauft werden soll, die teilweise recht komplexe Fälligkeitsstruktur jedoch vor dem Anleger versteckt bleiben soll.
In Deutschland ist die Inflation seit dem Krieg überwiegend niedrig geblieben und die Zinssätze meist relativ konstant. Daher werden auch bei langlaufenden Anleihen die Kupons von vornherein festgelegt, da man das Zinsänderungsrisiko im Allgemeinen für überschaubar hält. In Ländern, die traditionell hohe Inflationsraten gewöhnt sind, sind an kurzfristige Zinssätze gekoppelte Kupons dagegen gebräuchlicher.
Trotz der variablen Verzinsung gehört der Floater zu der Gattung von festverzinslichen Wertpapieren. Dies ergibt sich aus der Definition des hier gebrauchten Wortes „festverzinslich“, nach der ein erfolgsunabhängiger Verzinsungsanspruch besteht. Dies ist hier gegeben, da der Zinssatz des Floaters gegenüber einem Referenzzinssatz angepasst wird.